# Челухоєво
Челухо́єво (рос. Челухоево) — село у складі Біловського округу Кемеровської області, Росія.
Стара назва — Челухаєво.

## Населення
Населення — 615 осіб (2010; 680 у 2002).
Національний склад (станом на 2002 рік):
- телеути — 74 %